# Super Bowl XVIII
O Super Bowl XVIII foi a partida que decidiu a temporada de 1983 da NFL, realizada no Tampa Stadium, em Tampa, Flórida, no dia 22 de janeiro de 1984. Na decisão, o Los Angeles Raiders, representante da AFC, bateu o Washington Redskins, representante da NFC, por 38 a 9, garantindo o terceiro Super Bowl na história da franquia. O MVP da partida foi o running back do time vencedor, Marcus Allen. Os 38 pontos marcados pelo Raiders e a margem de vitória de 29 pontos se tornaram recordes do Super Bowl naquele momento; até a presente data, ainda é a maior quantidade de pontos marcados por um time da AFC num Super Bowl, sendo empatado pelo Kansas City Chiefs no Super Bowl LVII de 2023. Esta foi a primeira vez que a cidade de Tampa sediou um Super Bowl e a última vez que um time da AFC venceria um Super Bowl até 1998 (na edição XXXII) vencido pelo Denver Broncos.
Os Redskins entraram no jogo como os atuais campeões, tendo vencido o Super Bowl XVII, terminando a temporada regular de 1983 com uma campanha de quatorze vitórias e duas derrotas, liderando a liga com a menor quantidade de jardas terrestres cedidas ao adversário e estabeleceu também um novo recorde na NFL com 541 pontos marcados. Já os Raiders terminaram a temporada com doze vitórias e quatro derrotas, sendo seu segundo ano em Los Angeles, tendo se mudado de Oakland em maio de 1982.
Os Raiders dominaram o Super Bowl XVIII superando totalmente os Redskins em jardas totais, 385 a 283, e no intervalo já tinham uma liderança de 21 a 3, construída por touchdowns como um retorno de punt bloqueado por Derrick Jensen e o retorno de cinco jardas de uma interceptação feita por Jack Squirek no final do segundo quarto. A defesa de Los Angeles também conseguiu sackar o quarterback do Redskins, Joe Theismann, seis vezes e o interceptaram duas vezes. O running back Marcus Allen dos Raiders, que se tornou o terceiro vencedor do Heisman Trophy a ser nomeado como MVP do Super Bowl, carregou a bola 20 vezes para um recorde de 191 jardas e marcou ainda dois touchdowns, incluindo um outro recorde de um TD de 74 jardas no terceiro período. Ele também fez duas recepções para 18 jardas.
A transmissão do jogo pela CBS foi vista por 77,62 milhões de espectadores. No intervalo do jogo um famoso comercial foi ao ar, apresentando ao mundo o Macintosh da Apple. O filme de destaque da NFL deste jogo é o trabalho de narração final do famoso narrador John Facenda.
Até a presente data, esta foi a última vez que os Raiders disputaram um Super Bowl e também foi a única vez que um time da área de Los Angeles venceu um Super Bowl até que o Los Angeles Rams levantou a taça de campeão do Super Bowl LVI no SoFi Stadium em Inglewood, Califórnia.

## Pontuações
1º Quarto
- LA - TD: Derrick Jensen recupera a bola na end zone após o bloqueio de um punt (ponto extra: chute de Chris Bahr) 7-0 LA

2º Quarto
- LA - TD: Cliff Branch, passe de 12 jardas de Jim Plunkett (ponto extra: chute de Chris Bahr) 14-0 LA
- WAS - FG: Mark Moseley, 24 jardas 14-3 LA
- LA - TD: Jack Squirek, interceptação e corrida de 5 jardas (ponto extra: chute de Chris Bahr) 21-3 LA

3º Quarto
- WAS - TD: John Riggins, corrida de 1 jarda (ponto extra: chute bloqueado) 21-9 LA
- LA - TD: Marcus Allen, corrida de 5 jardas (ponto extra: chute de Chris Bahr) 28-9 LA
- LA - TD: Marcus Allen, corrida de 74 jardas (ponto extra: chute de Chris Bahr) 35-9 LA

4º Quarto
- LA - FG: Chris Bahr, 21 jardas 38-9 LA